# Стебле
Сте́бле — пасажирський залізничний зупинний пункт Рівненської дирекції Львівської залізниці.
Розташований у селі Стеблі, Ковельський район, Волинської області на лінії Сарни — Ковель між станціями Ковель (16 км) та Повурськ (17 км).
Станом на 2025 рік, щодня одна пара приміського поїзда прямує за напрямком Ковель-Пасажирський — Сарни.